# Gabbadi Kaval, Kanakapura
Gabbadi Kaval là một làng thuộc tehsil Kanakapura, huyện Ramanagara, bang Karnataka, Ấn Độ.